# Bee's Knees
El Bee's Knees (/biːzniːz/) es un cóctel hecho con ginebra, jugo de limón recién exprimido y miel. Se sirve batido y frío, decorado a menudo con un twist de limón.
Su origen se dio en el marco de la Ley seca estadounidense (1920-1933), cuando las bebidas alcohólicas eran ilegales. El nombre proviene de una expresión coloquial que significa «el mejor».
En sentido literal, bee's knees quiere decir «rodillas de abeja», pero en sentido figurado quiere decir algo como «la octava maravilla», «lo mejor del mundo», «lo máximo».

## Historia
Al igual que muchos cócteles de la era de la prohibición, el Bee's Knees se inventó como una forma de ocultar el aroma y el sabor de los licores caseros de baja calidad, en este caso, la ginebra casera (bathtub gin). La adición de miel fue considerada extraña por algunos en ese momento, ya que el azúcar es más habitual. La miel endulza la bebida y puede hacerla sabrosa para las personas a las que normalmente no les gusta la ginebra.

## Variantes

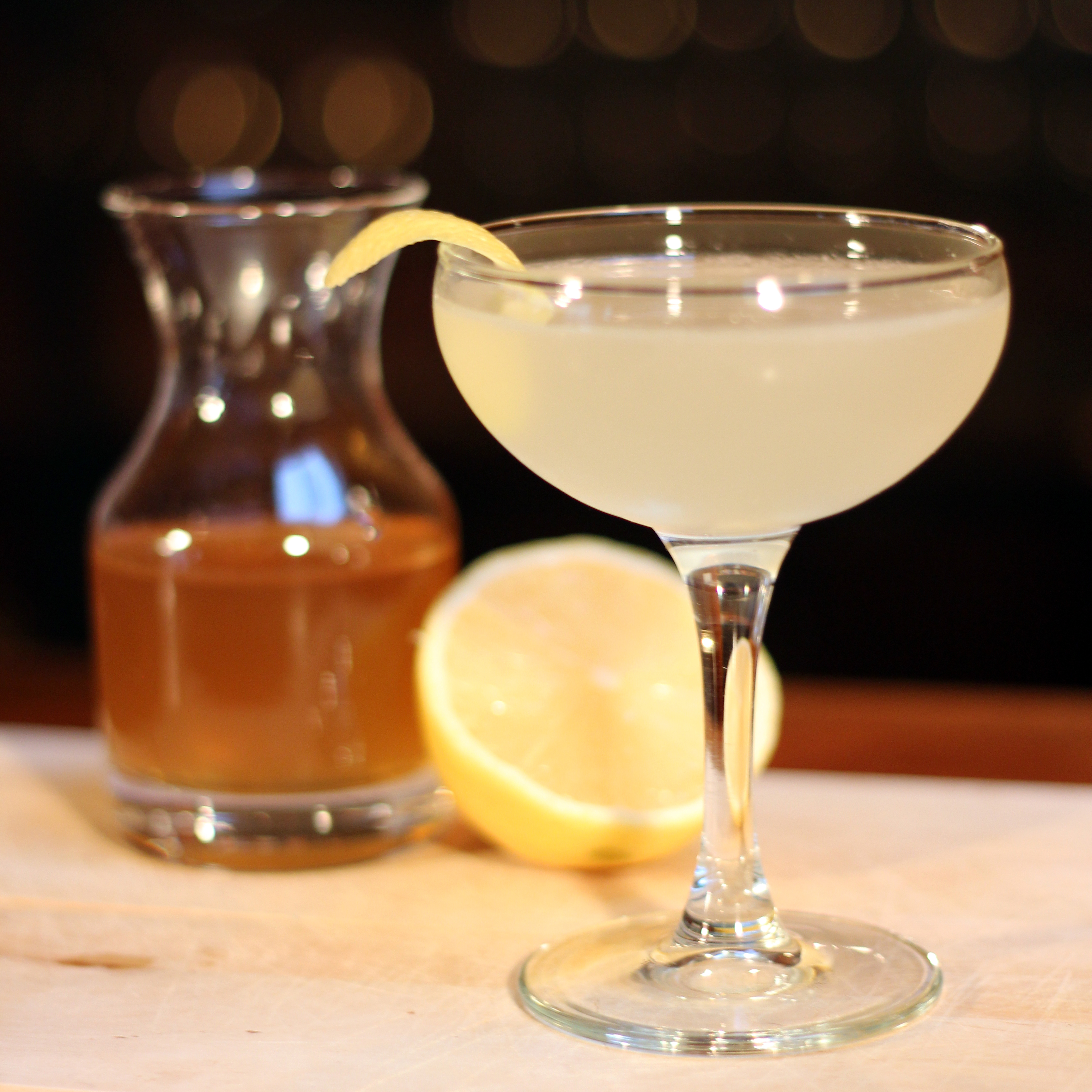
Un cóctel Bee's Knees.

- A veces se recomienda la ginebra Barr Hill Gin por su infusión de miel, aunque se pueden usar otras ginebras.[1]
- La miel se puede diluir 1:1 con agua tibia para diluir la consistencia.[3] También se puede diluir en jarabe.
- Se puede usar una ramita de albahaca para decorar en lugar del limón.
- Algunas variantes incluyen jugo de naranja.[4]
- Se pueden agregar un chorrito de abstenta y bitter de naranja para hacer una variante llamada Oldest Living Confederate Widow («la viuda confederada viva más antigua»).[5]
- 50 ml de ginebra, 2 cucharadas de miel mezcladas con 20 ml de agua y 20 ml de jugo de limón.[6]